# 李竞
李竞（1928年4月—2021年2月3日），男，浙江余姚人，中国天文学家、科普作家，中国科学院国家天文台研究员。主要从事天体物理和天文学史的相关研究。

## 生平
1950年毕业于北京辅仁大学物理系。专业方向为天文学、天体物理学、天文学史。
1952年就职于紫金山天文台。1954年毕业于哈爾濱外國語專科學校。1959年起就职于北京天文台，历任研究员，博士生导师。1984年至1985年任英国愛丁堡皇家天文台客座研究员。
1993年退休。1997年至2019年為中国科学院老科学家演讲团教授。
2021年2月3日18時20分在中日友好医院因重症肺炎逝世，享年92歲。遗体告别仪式定于2月7日早上11時在八宝山殡仪馆举行。

## 家庭
祖父李金藻為教育家，曾任江西省教育厅厅长，天津市教育局局长、河北省政府委员兼教育厅长。父親李福景为周恩来至交。

## 社会兼职
李為国际天文学联合会会员。先后任第三、四、五屆中国天文学名词审定委员会主任，曾任北京天文学会副理事长、中国天文学会理事、中国科技史学会理事。北京大学、北京师范大学、中国科学院研究生院兼职教授。
曾任《天文学进展》、《天体物理学报》、《自然科学史研究》等多种天文学学术期刊、《天文爱好者》雜誌编委，1980年版《中国大百科全书·天文学卷》星系與宇宙學分科主编。

## 著作
- 《天文學的明天》，廣西教育出版社1999年10月初版，ISBN 7543529033
- 《探索宇宙的神奇奧秘》，上海科學技術文獻出版社2004年4月初版，ISBN 7543922975
- 《大宇宙》李競 文、喻京川 圖，福建教育出版社2004年12月初版，ISBN 7533436539
- 《邮票上的天文学》，李竞主编，徐刚、郭纲编著，人民邮电出版社2012年8月出版

## 外部連結
- 李竞：探索太空奥秘的余姚人[]，余姚日报 2015-06-18
- 李競資料，網易探索 2007-04-26